# 鳳凰座流星雨
凤凰座流星雨(Phoenicids)，是每年11月-12月份出现的流星雨，辐射点大概位于赤经15度，赤纬-52度，活跃期为每年的11月29日到12月9日，极大期为12月5日。凤凰座流星雨可能和狮子座流星雨一样属于周期流星群，其ZHR值不定，平时一般为3，但在爆发年份可以达到100。一般认为凤凰座流星雨的母体是已经丢失了的周期布朗平彗星D/1819 W1(Blanpain)。

## 观测历史
这个流星群是在1956年首次被南半球的观测者报告发现，当时ZHR值达到100，这也是至今凤凰座流星雨留给人们最深刻印象的一次。以后凤凰座流星雨除几次小规模爆发外，ZHR值一般都在1－5。有预测显示2009年凤凰座流星雨的ZHR有可能达到100以上，但由于目前凤凰座流星雨的观测和报告仍然有限，对凤凰座流星雨的预测仍有一定的不确定性。